# Bus Stop (sång)

"Bus Stop" är en låt med det brittiska popbandet The Hollies, som släpptes 1966 som en 7" 45 rpm  vinylsingel. Den blev en hit, nådde femte plats på UK Singles Chart, var The Hollies första amerikanska topp tio-hit, och nådde femte plats även på Billboard Hot 100 i september 1966. 
"Bus Stop" är skriven av den brittiska låtskrivaren och senare 10CC-medlemmen Graham Gouldman, som också skrev hits för The Yardbirds ("For Your Love") och Herman's Hermits ("No Milk Today"), liksom The Hollies första placering på USA Top 40 med "Look Through Any Window".

## Versioner
Gouldman spelade in en version av låten på sitt debutsoloalbum 1968, The Graham Gouldman Thing. Den har också spelats in av Herman's Hermits och Classics IV.
År 1998 spelade New Age-pianisten David Lanz in en cover på låten på albumet Songs from an English Garden.
En version i radioprogrammet Framåt fredag, som sändes på Sveriges Radio P4 under 2000-talet, hette "Bus-stopp" och handlade om våldsamt spel inom ishockeyn och kommersialisering av ishockeysporten. 

## Listplaceringar
| Lista (1966)   | Topplacering |
| -------------- | ------------ |
| Finland        | 18           |
| Frankrike      | 27           |
| Irland         | 4            |
| Kanada         | 1            |
| Nederländerna  | 4            |
| Norge          | 3            |
| Nya Zeeland    | 3            |
| Storbritannien | 5            |
| Sverige        | 1            |
| USA            | 5            |
| Vallonien      | 19           |
| Västtyskland   | 9            |

### Fotnoter
1. ↑  ”Norwegiancharts.com - The Hollies - Bus Stop”. Arkiverad från originalet den 4 mars 2016. https://web.archive.org/web/20160304052940/http://www.norwegiancharts.com/showitem.asp?interpret=The%20Hollies&titel=Bus%20Stop&cat=s.
2. ↑  ”Songs from an English Garden overview”. Allmusic.com. http://www.allmusic.com/album/songs-from-an-english-garden-r366027.
3. ↑  ”Framåt fredag - Bus-stopp”. http://www.sr.se/vast/framotfredag/texter/Busstopp.htm.
4. ↑  ”Listplacering”. http://suomenlistalevyt.blogspot.com/2015/08/hen-hon.html. Läst 20 mars 2021.
5. ↑  ”Listplacering”. http://www.infodisc.fr/Tubes_Artistes_H.php. Läst 20 mars 2021.
6. ↑  ”Listplacering”. http://irishcharts.ie/search/placement?page=1&search_type=title&placement=Bus+Stop. Läst 20 mars 2021.
7. ↑  ”Listplacering”. https://www.bac-lac.gc.ca/eng/discover/films-videos-sound-recordings/rpm/Pages/image.aspx?Image=nlc008388.5720&URLjpg=http%3a%2f%2fwww.collectionscanada.gc.ca%2fobj%2f028020%2ff4%2fnlc008388.5720.gif&Ecopy=nlc008388.5720. Läst 4 oktober 2020.
8. ↑  ”Listplacering”. http://dutchcharts.nl/showitem.asp?interpret=The+Hollies&titel=Bus+Stop&cat=s. Läst 21 maj 2011.
9. ↑  ”Listplacering”. Arkiverad från originalet den 4 mars 2016. https://web.archive.org/web/20160304052940/http://www.norwegiancharts.com/showitem.asp?interpret=The%20Hollies&titel=Bus%20Stop&cat=s. Läst 21 maj 2011.
10. ↑  ”Listplacering”. Arkiverad från originalet den 10 augusti 2016. https://web.archive.org/web/20160810075038/http://www.flavourofnz.co.nz/index.php?qpageID=search%20listener&qartistid=413#n_view_location. Läst 20 mars 2021.
11. ↑  ”Listplacering”. https://www.officialcharts.com/artist/10698/hollies/. Läst 4 oktober 2020.
12. ↑  Hallberg, Eric (1993). Kvällstoppen i P3 (1:a uppl.). ISBN 91-630-2140-4
13. ↑  ”Listplacering”. https://www.billboard.com/music/the-hollies/chart-history. Läst 4 oktober 2020.
14. ↑  ”Listplacering”. https://swedishcharts.com/showitem.asp?interpret=The+Hollies&titel=Bus+Stop&cat=s. Läst 20 mars 2021.
15. ↑  ”Listplacering”. http://www.charts-surfer.de/. Läst 20 mars 2021.